# ブライアン・グッデル
ブライアン・ステュアート・グッデル（英: Brian Stuart Goodell、1959年4月2日 - ）は、アメリカ合衆国の競泳選手。
カリフォルニア州ストックトン生まれ。1975年にコロンビアのサンティアゴ・デ・カリで開かれた世界選手権の1500m自由形で銀を獲得、翌年のモントリオールオリンピックでは400mと1500mの自由形で金を獲得した。1979年にプエルトリコのサンフアンで開かれたパンアメリカン競技大会でも、オリンピックと同じ種目で金を獲得した。
カリフォルニア大学ロサンゼルス校に入学し、全米大学体育協会（NCAA）を9度制覇した。
1976年6月18日から1979年4月6日まで400m自由形長水路の、1976年から1980年まで1500m自由形長水路の世界記録をそれぞれ保持していた。

## 受賞歴
- 1977年 今年の世界の男性競泳選手
- 1979年 今年の世界の男性競泳選手
- 1986年 国際水泳殿堂入り[4][5]